# De Schakel (school)
De Schakel is een school voor speciaal basisonderwijs in Amstelveen.
De Schakel wil zich profileren als een openbare school hetgeen betekent dat het onderwijs op de school er is voor ieder kind dat hiervoor in aanmerking komt, zonder aanzien van ras, geloof- of levensovertuiging.
Het bestuur van de school ziet toe op het Centraat Directie Team (CDT) van de Stichting Amstelwijs: de stichting waar alle 12 scholen voor Openbaar Basisonderwijs in Amstelveen en één school in Ouderkerk aan den Amstel onder vallen.
De Schakel heeft feitelijk een regionale functie: behalve leerlingen uit Amstelveen worden er ook uit omliggende gemeenten, waaronder Amsterdam, onderwezen.
De school is verdeeld in vier bouwen:
- De jonge risicoleerlingen (j.r.l.): kinderen van 4 tot 7 jaar met een speciale leervraag.
- De onderbouw: vergelijkbaar met groep 3-4.
- De middenbouw: vergelijkbaar met groep 4-5.
- De bovenbouw: vergelijkbaar met groep 7-8.

De school is in 1968 opgericht als MLK-school om samen met De Ruimte en LOM-school Wending in Amstelveen de kinderen op te vangen met leermoeilijkheden.
De Ruimte is eind jaren 90 opgeheven vanwege teruggang van het aantal kinderen voor dit soort onderwijs.
In 1998 zijn zowel De Schakel als Wending scholen geworden voor Speciaal basisonderwijs. Beide scholen hebben dus zowel leerlingen met leer- en opvoedingsproblemen als moeilijk lerende kinderen.
Leerlingen van De Schakel gaan voor het voortgezet onderwijs meestal naar het vmbo of de praktijkschool.